# 布爾倫坎普 (密蘇里州)
布爾倫坎普（英語：Bull Run Camp）是位於美國密蘇里州韋恩縣的非建制地區。

## 地理
布爾倫坎普所處的海拔為高於海平面121米（即397英呎），而該地所採用的時區為UTC-6，即北美中部時區（CST）。同時該地設有夏令時間，為UTC-6調快一小時，即UTC-5（CDT）。